# سیارک ۱۰۷۶۰
سیارک ۱۰۷۶۰ (به انگلیسی: 10760 Ozeki، نامگذاری:1990TJ3) ده هزار و هفتصد و شصتمین سیارک کشف شده‌است که در ۱۵ اکتبر ۱۹۹۰ کشف شد.
قدر مطلق سیارک برابر ۱۹.۵ است.